# Стадницкий, Станислав Матеуш
Станислав Матеуш Стадницкий из Жмигруда (? — 1563) — польский государственный деятель, депутат сейма, владелец замка в Недзведзе, ярый сторонник Реформации— сначала лютеранства, потом кальвинизма.

## Биография
Представитель польского дворянского рода Стадницких герба «Дружина». Единственный сын Станислава Стадницкого (? — 1542), каштеляна саноцкого и завихостского, и Наталии Кмиты.
В 1548 году Станислав Матеуш Стадницкий выступал как решительный противник брака польского короля Сигизмунда Августа с литовской аристократкой Барбарой Радзивилл. Также он был сторонником включения Пруссии и ВКЛ в состав Польской короны. В 1550 году Станислав Матеуш был впервые избран на сеймике в Прошовице депутатом (послом) на сейм в Пётркуве-Трыбунальском, на котором он, однако, так и не присутствовал. В то время его общественная деятельность была подчинена пропаганде протестантизма; он отверг посты, выступил против духовенства и поддерживал клириков, которые покинули лоно католической церкви. В октябре 1550 года он участвовал в протестантском синоде в Пиньчуве. Станислава Стадницкого обвинили в пропаганде ереси, принуждении семьи, слуг и подданных к причастию в двух формах, введении еретической литургии и обычаев в Дубецко и оказании помощи отлученному Войцеху из Ильзы. Епископ пшемысльский Ян Дзядуский отлучил его от церкви, осудил к потери чести и имущества, поручив светским властям исполнение приговора. Приговор суда был объявлен 19 декабря 1551 года. Стаислав Матеуш Стадницкий был избран маршалком сеймика в Прошовице, в котором он решительно выступал против епископальной юрисдикции и заявил о шляхетских привилегиях, согласно которым никто из рыцарства не может быть обречен на потерю чести и имущества без решения парламента. Наконец, в 1552 году на сейме в Пётркуве епископы согласились на ежегодное приостановление своей юрисдикции. После двух судебных процессов, проведенных против него епископом Пшемысля, Станислав Матеуш продолжил осторожную антицерковную деятельность. Он основал школу для дворянской молодежи в Дубецко. В 1558 году он отказался от лютеранства в пользу кальвинизма, и в этой деноминации он крестил (во второй раз) своих сыновей. Будучи послом от Краковского воеводства, он принимал участие в Пётркувском сейме 1558—1559 годов, а 20 декабря 1558 года он попросил палату депутатов попросить короля издать декреты против дворян, незаконно удерживающих королевские имения. Станислав Стадницкий не занимал никаких должностей.
Станислав Матеуш Стадницкий, скорее всего, скончался между 25 января и 14 марта 1563 года.
Был дважды женат. Его первой женой была Катарина Пилецкая. В 1546 году он во второй раз женился на Барбаре Зборовской, дочь каштеляна краковского Мартина Зборовского. Дети от второго брака:
- Станислав «Дьявол» Стадницкий
- Марцин Стадницкий
- Ян Стадницкий
- Самуил Стадницкий
- Анджей Стадницкий
- Пётр Стадницкий
- Николай Стадницкий
- Катарина Стадницкая